# Ніколас Монардес
Нікола́с Батіс́та Мона́рдес (ісп. Nicolás Bautista Monardes, 1493 — 10 жовтня 1588) — іспанський лікар і ботанік, на його честь Карл Лінней назвав рід Монарда. За свої відкриття медичних рослин здобув прізвисько «батько фармакології».